# Балка Карнаухівська
Балка Карнаухівська (також Довжик) — балка (річка) в Україні у Лозівському й Ізюмському районах Харківської області. Права притока річки Бритаю (басейн Сіверського Дінця).

## Опис
Довжина балки приблизно 17,17 км, найкоротша відстань між витоком і гирлом — 12,85 км, коефіцієнт звивистості річки — 1,34. Формується декількома балками та загатами. На деяких ділянках балка пересихає.

## Розташування
Бере початок на південній стороні від села Безпальцеве. Тече переважно на північний схід і на північно-східній стороні від села Нова Миколаївка впадає в річку Бритай, праву притоку річки Береки (за історичними джерелами).
У сучасних джерелах зазначена як Довжик, права притока Береки.

## Притоки
Від витоків до гирла:
- Корхова - балка, права притока у верхів'ї. Протікає у Барвінківській міській громаді, більша частина русла розорана, у ХІХ ст. у верхів'ї існував хутір Корхівський[7].
- Дерезівка — балка, ліва притока у Близнюківській громаді, Бере початок на сході від села Рижове, тече на північний схід і впадає у Карнаухівську на південному заході від села Велика Андріївка[8]
- Ставна - балка, права притока у Барвінківській громаді, впадає в Карнаухівську на південному заході від села Велика Андріївка, у верхній течії розорана[9].
- Плисова - балка, ліва притока у Близнюківській селищній громаді. Бере початок на сході від села Рижове, тече на північний схід і впадає у Карнаухівську на північному сході від села Безпальцеве[10]
  - Балка Довжик - ліва притока Плисової, бере початок у селі Безпальцеве.[11] У сучасних джерелах під назвою Довжик зазначена сама балка Карнаухівська.
- Плесуваха - балка у Барвінківській громаді, права притока, впадає в Карнаухівську на північному заході від села Велика Андріївка[12]

## Цікаві факти
- Біля села Нова Миколаївка балку перетинає автошлях Р79[3] (регіональний автомобільний шлях в Україні, E105 М18 — Сахновщина — Ізюм — Борова — Куп'янськ — Дворічна — Піски. Проходить територією Берестинського, Лозівського, Ізюмського, Куп'янського районів Харківської області.).
- У XX столітті на балці існували водокачка, молочно,- свино-тваринні ферми (МТФ, СТФ), газова свердловина[2], а у XIX столітті — декілька вітряних млинів[1].